# Ulsteinfjorden
Ulsteinfjorden er en lille fjord på vestsiden af Hareidlandet i Ulstein kommune på Sunnmøre i Møre og Romsdal fylke i Norge. Fjorden går cirka 4,5 kilometer mod syd fra Rundafjorden til Ulsteinvik, som er administrationsby i kommunen. Fjorden har indløb i nord mellem Vattøya i vest og Gåsneset i øst og ender ved Kloholmene og Hatløya i syd. Vest for Ulsteinfjorden ligger Bøfjorden på østsiden af Leinøya.